# Agrotis nuda
Agrotis nuda är en fjärilsart som beskrevs av Köhler 1979. Agrotis nuda ingår i släktet Agrotis och familjen nattflyn. Inga underarter finns listade i Catalogue of Life.